# Tripospermum acerinum
Tripospermum acerinum är en svampart som beskrevs av P. Syd. 1918. Tripospermum acerinum ingår i släktet Tripospermum och familjen Capnodiaceae.   Inga underarter finns listade i Catalogue of Life.